# بوزوبلانكو (قرطبة)

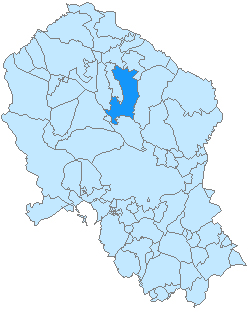

بلدية بوزوبلانكو (بالإسبانية: Pozoblanco)‏، هي إحدى بلديات مقاطعة قرطبة إحدى مقاطعات إسبانيا، و التي تقع في منطقة الأندلس جنوب إسبانيا.
يبلغ عدد سكانها 17.307 نسمة وفقاً لإحصائية سنة (2007).

## أعلام
- أنطونيو لوبيز
- سانتياغو مونيوث ماتشادو